# Хейден, Феликс вон
Феликс вон Хейден (нидерл. Felix von Heijden; 11 апреля 1890, Версело, Оверэйссел — 17 ноября 1982, Бокстел, Северный Брабант) — нидерландский футболист, теннисист и хоккеист на траве. С 1923 по 1955 год мэр города Росмален.

## Биография

### Клубная карьера (футбол)
Феликс вон Хейден выступал за клуб «Квик Неймеген» из города Неймеген.

### Карьера в сборной (футбол)
На Олимпийские игры 1920 года в Антверпене Феликс отправился в качестве запасного игрока олимпийской сборной Нидерландов. Нидерланды смогли дойти до полуфинала турнира, но уступили в нём сборной Бельгии со счётом 3:0.
Нидерланды смогли завоевать на турнире бронзовую медаль, а Вон Хейден, сыгравший d, стал бронзов последнем матче, стал бронзовым призёром Олимпийских игр. После Олимпиады Феликс так и не сыграл ни одного матча за сборную.

### Теннис
Под псевдонимом Янсен выступал в качестве теннисиста, стал чемпионом Нидерландов 1918 года в парном разряде.

### Хоккей на траве
Выступал в составе клуба МОП из Вюгта.

### Карьера после спорта
После завершения спортивной карьеры Феликс был мэром города Росмален с 1923 по 1955 год. Умер Феликс вон Хейден 17 ноября 1982 года в Бокстеле в возрасте 92 лет. В городе Росмален есть улица, названная в честь Вон Хейдена. В настоящее время города Росмален не существует, с 1996 года Росмален стал частью города Хертогенбоса.

## Статистика

### Матчи вон Хейдена за сборную Нидерландов
| Матчи вон Хейдена за сборную Нидерландов | Матчи вон Хейдена за сборную Нидерландов | Матчи вон Хейдена за сборную Нидерландов | Матчи вон Хейдена за сборную Нидерландов | Матчи вон Хейдена за сборную Нидерландов | Матчи вон Хейдена за сборную Нидерландов |
| ---------------------------------------- | ---------------------------------------- | ---------------------------------------- | ---------------------------------------- | ---------------------------------------- | ---------------------------------------- |
| №                                        | Дата                                     | Соперник                                 | Счёт                                     | Голы вон Хейдена                         | Соревнование                             |
| 1                                        | 5 сентября 1920                          | Испания                                  | 1:3                                      | —                                        | Олимпийские игры 1920                    |

Итого: 1 матч / 0 голов; 0 побед, 0 ничьих, 1 поражение.

## Достижения

### Футбол
- Олимпийский чемпион: 1920

### Теннис
- Чемпионат Нидерландов (парный разряд): 1918